# Inácio Lázaro Bastos
Inácio Lázaro Bastos (Canasvieiras, Desterro, 1862 — Joinville, 13 de maio de 1927) foi um jornalista e político brasileiro.
Foi deputado à Assembleia Legislativa de Santa Catarina na 3ª legislatura (1898 — 1900).